# Иван Кескинов
Иван Кескинов е български тенисист роден на 22 май 1970 г. в Пловдив. Състезател за Купа Дейвис. За отбора на България за Купа Дейвис актива му е 15 победи и 8 загуби.
Произхожда от карловския род Кескинови, едни от най-големите розопроизводители в България.
Кескинов е републикански шампион по тенис през 1987, 1988 и 1989 година. Обявен е за най-добър тенисист от Българската федерация по тенис през 1988 г.
Най-доброто му постижение на турнир от по-висок ранг е достигане до четвъртфинал на двойки на турнир от серията „Чалънджър“ в София заедно с Красимир Лазаров през 1988 г.
През 1996 г. печели университетското първенство на САЩ по тенис.

## Финали

### Загубени финали на сингъл (4)
| Година | Турнир     | Организатор | Категория |
| 1991   | Ерд        | ITF         | SAT 2     |
| 1993   | Порец      | ITF         | SAT 2     |
| -      | Банкя      | ITF         | SAT 3     |
| -      | Истанбул 1 | ITF         | SAT 3     |

| Легенда                    |
| SAT Сателитна тенис верига |

### Титли на двойки (1)
| Година | Турнир | Организатор | Категория | Партньор     |
| 1991   | Ерд    | ITF         | SAT 4     | Йозеф Крошко |

### Загубени финали на двойки (3)
| Година | Турнир | Организатор | Категория | Партньор   |
| 1992   | Кайро  | ITF         | SAT 1     | Иван Велев |
| -      | Кайро  | ITF         | SAT 2     | Иван Велев |
| -      | Кайро  | ITF         | SAT 4     | Иван Велев |